# Ash-Sheikh Sa'd
Ash-Sheikh Sa'd (àrab: الشيخ سعد, ax-Xayẖ Saʿd) és una vila palestina de la governació de Jerusalem, a Cisjordània, situada 6 kilòmetres al sud-oest de Jerusalem. Segons l'Oficina Central Palestina d'Estadístiques tenia 2.278 habitants el 2016.
Els residents de la vila tenen família a Jabel Mukaber, un barri àrab a Jerusalem Est, i assisteixen a l'escola d'allà. El cementiri de Sheikh Sa'd també es troba al barri. Des de la Segona Intifada l'any 2000, els residents de Sheikh Sa'ad no han estat autoritzats a entrar a Jabel Mukaber sense un permís.